# Bandera de Vidreres

## Descripció
Bandera apaïsada de proporcions dos d'alt per tres de llarg, negra, amb una creu plena, groga de braços 1/2 de l'alçària del drap, carregada d'una greu plena negra, de braços 1/6 de la mateixa alçària. Al cente de la bandera i ressaltant sobre ambdues creus, un quadrat groc, no contornejat, de costats 2/3 de l'alçària del drap, carregat d'un castell obert, negre, d'altura 1/2 de la del drap.

## Història
Va ser publicada en el DOGC el 22 de gener de 1993.